# توم فيليس
توم فيليس (بالإنجليزية: Tom Phillis)‏ مواليد 9 أبريل 1934 في سيدني - الوفاة 6 يونيو 1962 في جزيرة مان، كان متسابق دراجات نارية أسترالي فاز ببطولة سباق الجائزة الكبرى للدراجات النارية. نافس في سباقات بطولة العالم لفئة 500 سي سي ولفئة 350 سي سي ولفئة 250 سي سي ولفئة 125 سي سي ولفئة 50 سي سي. كما شارك في كأس جزيرة مان السياحية. توفي إثر حادث تعرض له أثناء السباق.

## البطولات
- سباق الجائزة الكبرى للدراجات النارية 1961